# Götzelshard

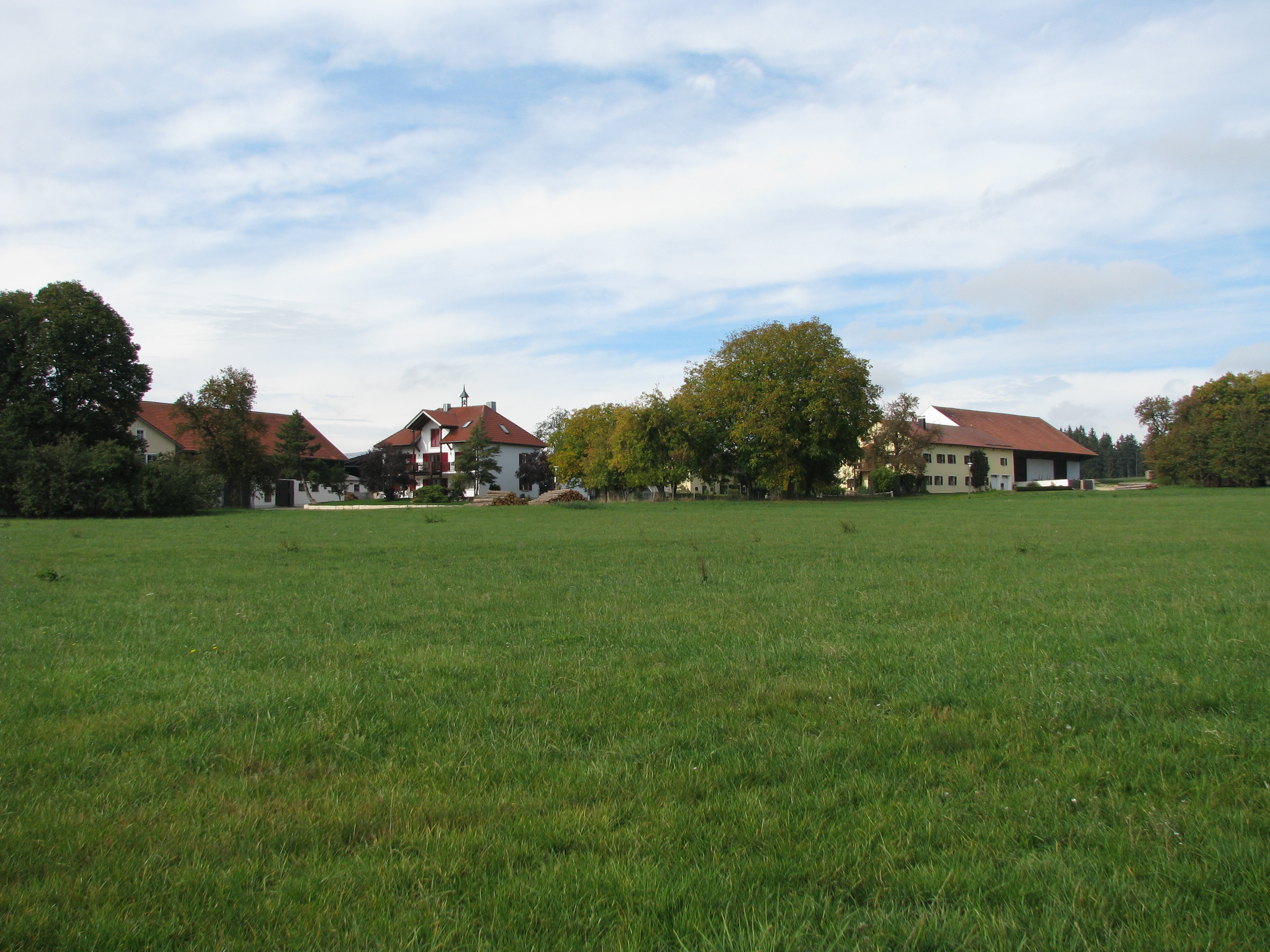
Der Weiler Götzelhard

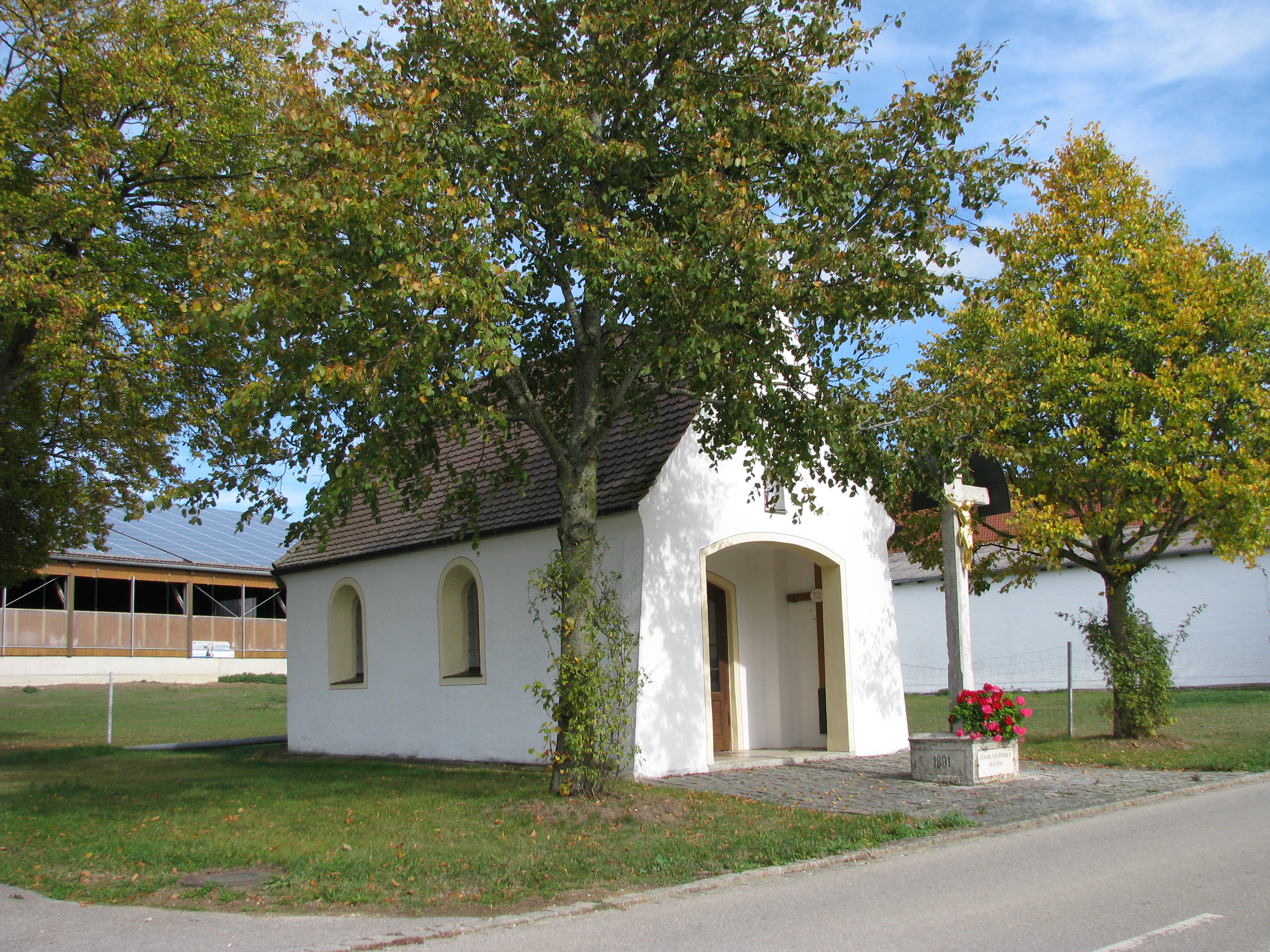
Kath. Maria Hilf-Kapelle

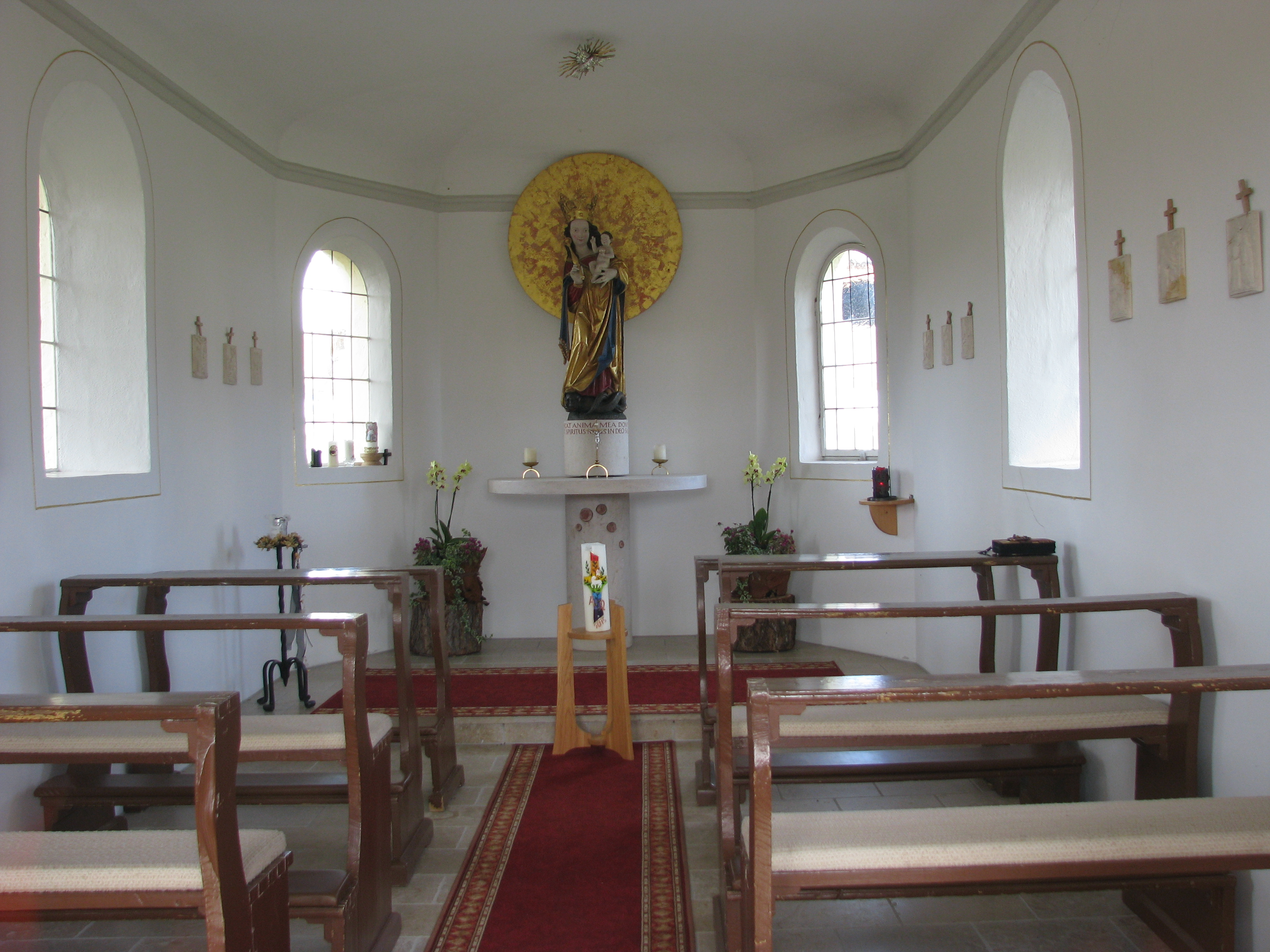
Blick in die Kapelle

Götzelshard ist ein Ortsteil der Gemeinde Pollenfeld im oberbayerischen Landkreis Eichstätt.

## Lage
Der Weiler liegt auf der Hochfläche der Südlichen Frankenalb nördlich des Altmühltales, auf einer Waldlichtung etwa 4,5 km nordöstlich von Pollenfeld. Er befindet sich auf der Gemarkung Sornhüll und besteht aus drei Anwesen.
Die Kreisstraße EI 15 führt nach Wachenzell und Sornhüll, eine Gemeindestraße nach Hirnstetten.

## Geschichte
Bis zum Jahr 1866 gehörten Götzelshard und Sornhüll zur Gemeinde Erkertshofen, danach zur Gemeinde Altdorf. 1950 wurde Sornhüll eine selbständige Gemeinde mit dem Ortsteil Götzelshard, die im Zuge der Gemeindegebietsreform am 1. Juli 1972 in die Gemeinde Pollenfeld eingegliedert wurde.

## Kapelle Maria Hilf
Mit der 1922 errichteten Kapelle Maria Hilf besitzt der Weiler ein eingetragenes Baudenkmal.